# Annie colère
Pour plus de détails, voir Fiche technique et Distribution.
Annie colère est une comédie dramatique française réalisée par Blandine Lenoir et sortie en 2022.

## Synopsis
En France, en 1974, environ un an avant la loi Veil, Annie (Laure Calamy) est ouvrière dans une usine fabriquant des matelas. Elle a deux enfants, mais ne souhaite pas en avoir plus. Lorsqu'elle se retrouve involontairement enceinte, elle fait appel au Mouvement pour la liberté de l'avortement et de la contraception (MLAC) qui milite pour la légalisation de l'avortement en aidant des femmes à avorter ostensiblement. Le MLAC utilise la méthode de Karman, par aspiration, avec l'aide de médecins et de bénévoles. Les femmes n'ont rien à payer (elles peuvent faire un don si elles le souhaitent), et si elles ont dépassé huit semaines de grossesse, le mouvement organise des voyages aux Pays-Bas où elles pourront avorter.
L'avortement d'Annie se passe bien, elle est touchée par la bienveillance de l'accueil d'Hélène (Zita Hanrot), infirmière, et de Monique (Rosemary Standley), qui chante pour la soulager. Il lui est proposé de s'engager dans l'association pour aider d'autres femmes dans la même situation qu'elle, mais Annie décline en se justifiant qu'elle est déjà trop occupée avec son travail et sa famille. Mais lorsque sa voisine et amie Christiane (Iris Bry) meurt des suites de son avortement clandestin, elle décide alors de s'impliquer dans le mouvement. Elle y découvre une grande solidarité, apprend progressivement à pratiquer elle-même des avortements.
Le mouvement a du mal à répondre à une demande croissante de la part des femmes. Des tensions apparaissent entre de jeunes médecins qui souhaitent que l'avortement reste un acte contrôlé par les médecins et s'effectue à terme dans les hôpitaux, et Hélène, Annie et d'autres bénévoles qui y voient une opportunité de rendre aux femmes le contrôle de leur corps et remettent en cause une médecine qui traite davantage les femmes en objets qu'en sujets.
Lorsque la loi Veil est adoptée et que l'avortement est dépénalisé, la question de la dissolution ou de la survie de l'association se pose. L'avortement ne sera pas gratuit, certaines militantes craignent que la clause de conscience pour les médecins limite de facto l'accès à l'avortement. Annie a trouvé dans le mouvement une solidarité dont elle a déjà la nostalgie, et s'est découvert une vocation : elle décide de commencer des études pour devenir infirmière.

## Fiche technique
Sauf indication contraire, les informations mentionnées dans cette section peuvent être confirmées par les bases de données cinématographiques IMDb et Allociné,  présentes dans la section « Liens externes ».
- Titre original : Annie colère
- Réalisation : Blandine Lenoir
- Scénario : Blandine Lenoir et Axelle Ropert
- Musique : Bertrand Belin
- Direction artistique : Marie Le Garrec
- Costumes : Anne Blanchard
- Photographie : Céline Bozon
- Son : Jean-Luc Audy
- Montage : Stéphanie Araud
- Production : Nicolas Brevière et Charlotte Vincent
- Sociétés de production : Aurora Films  et Local Films
  - Coproduction : France 3 Cinéma, France Télévisions et Canal +, Ciné +
- Société de distribution : Diaphana Distribution (France)
- Budget : 3 500 000 €[1]
- Pays de production :  France
- Langue originale : français
- Format : couleur — 2,35:1
- Genre : comédie dramatique
- Durée : 120 minutes
- Dates de sortie :
  - Suisse : 11 août 2022 (Festival de Locarno)
  - France : 24 août 2022 (Festival d'Angoulême) ; 30 novembre 2022 (sortie nationale)
  - Belgique : 2 octobre 2022 (Festival de Namur)
  - Canada : 4 novembre 2022

## Distribution
Sauf indication contraire, les informations mentionnées dans cette section peuvent être confirmées par les bases de données cinématographiques IMDb et Allociné,  présentes dans la section « Liens externes ».
- Laure Calamy : Annie
- Zita Hanrot : Hélène, infirmière adhérente et militante du MLAC
- India Hair : Claudine
- Rosemary Standley : Monique
- Damien Chapelle : Jean
- Yannick Choirat : Philippe, mari d'Annie
- Florence Muller : Viviane
- Cédric Appietto : Richard
- Lucia Sanchez : Dolorès
- Pauline Serieys : Marie-Pierre
- Louise Labèque : Caroline, fille ainée d'Annie et de Philippe
- Leny Morand : Paul, fils cadet d'Annie et de Philippe
- Jeanne Ferron : Jacqueline
- Éric Caravaca : le Dr Chevals, sympathisant du MLAC
- Iris Bry : Christiane, voisine et amie d'Annie
- Caroline Piette : Michèle, collègue d'Annie
- Pascale Arbillot : Céline
- Elisa Lifshitz : Chantal
- Clément Bresson : Serge, ami syndicaliste de Philippe
- Géraldine Martineau : la femme avortée par Annie
- Natalie Beder : la femme qui renonce à avorter
- Suzanne de Baecque : la femme qui culpabilise d'avorter
- Léo Dussollier : Denis
- Jade Labeste : la femme soulagée
- Juliette Lamboley : Lorette
- Oscar Lesage : médecin interne recruté et formé par Hélène
- Édouard Sulpice : médecin interne recruté par Hélène à qui elle fait baisser son pantalon pour le former
- Images d'archives :
  - Simone Veil
  - Delphine Seyrig
  - Jean-Pierre Elkabbach

## Production

### Genèse du scénario
Blandine Lenoir a rencontré Lucile Ruault, qui venait de finir une thèse de 800 pages sur le MLAC : pendant cinq ans, la chercheuse a rencontré médecins, militantes et militants. Ce texte a été leur premier matériau avec leur co-scénariste, Axelle Ropert. Il leur a permis d'embrasser les problématiques de l'époque, de comprendre à quel point la méthode Karman était révolutionnaire. Ce qui les a captivées, c'était tous ces récits de femmes qui racontaient combien leur militantisme au MLAC les avait transformées, comment elles se sentaient capables de tout puisqu'elles avaient pu pratiquer des avortements.

### Musique
La musique originale est composée par Bertrand Belin. Dans le film, lors de scènes d'avortement, Rosemary Standley interprète Les Enfants du Pirée. Le générique de fin utilise l'Hymne du MLF.

## Accueil

### Accueil critique
En France, le site Allociné donne une note de 3,8⁄5, à partir de l'interprétation de 31 critiques de presse recensées.
Globalement, la presse française fait bon accueil au film au moment de sa sortie. Dans les plus positives, on peut citer celle de Charlotte Marsal pour CNews qui y voit un film somptueux « sur la sororité incarné par une belle brochette de comédiennes (India Hair, Zita Hanrot, Rosemary Standley, Pascale Arbillot…), Annie Colère se présente comme un récit d’émancipation où l’éducation à la sexualité n’est pas un tabou, alors que le droit à l’avortement est aujourd’hui encore bafoué dans de nombreux pays ».
François Forestier, dans L'Obs, effectue un parallèle avec l'actualité du moment : « À l’heure où les droits sont menacés, où l’extrême droite met en péril les conquêtes sociales et où l’avortement est contesté (Hongrie, États-Unis) voici un film nécessaire et juste ».
Pour Olivier Delcroix, dans Le Figaro : « La cinéaste Blandine Lenoir signe un troisième film joyeusement féministe qui retrace avec bienveillance le combat des femmes pour l’avortement dans la France des années 1970, à quelques mois du passage de la Loi Veil. Laure Calamy y est formidable. »
Dans les critiques positives, on trouve également celle du Journal du dimanche, écrite par Barbara Théate, qui résume son propos ainsi : « L’actrice d’Antoinette dans les Cévennes donne toute son authenticité et sa générosité à cette mère de famille qui, grâce à un groupe de féministes solidaires, prend le contrôle de ses désirs et s’engage dans la lutte collective ».
Pour Les Échos, Olivier de Bruyn écrit : « Dans Annie Colère, Blandine Lenoir met en scène le(s) combat(s) de son personnage avec une délicatesse constante et, en parallèle, radiographie une époque pas si lointaine où les femmes et les hommes engagés dans la lutte pour la légalisation de l'IVG étaient étroitement surveillés et menacés par la police et la justice. Un film à la fois intime et politique rappelle l'actualité et la nécessité de ce combat. »
Du côté du site spécialisé aVoir-aLire, Claudine Levanneur écrit elle : « Chacun, suivant sa sensibilité, pourra adhérer à l’un ou l’autre de ces points de vue qui ont néanmoins en commun de rappeler que les batailles sociales ne se gagnent que grâce à l’unité et à la solidarité, et surtout que rien jamais n’est acquis ».
Pour Céline Rouden, dans La Croix : « La réalisatrice s’est inspirée d’une thèse de 800 pages qu’une jeune chercheuse a consacrée au MLAC. Le film s’en ressent dans sa volonté pédagogique et militante de raconter l’histoire de ce mouvement aussi efficace qu’éphémère (...). Il se révèle plus convaincant, grâce notamment à la sensibilité de son actrice, dans le récit du parcours d’émancipation d’Annie. »
Dans la presse régionale, Christophe Caron, pour La Voix du Nord, parle d'un film « fort en émotions et en informations, sur une période méconnue. Un film qui dit que rien n’est jamais définitivement gagné non plus. »
Thierry Chèze, dans Première, se montre plutôt enthousiaste sur le rendu final du film : « Ce qui pourrait n’être qu’un film à sujet [l'IVG, ndrl] va bien au- delà. Grâce à la qualité de ses interprètes (Laure Calamy en tête). Mais surtout grâce à la qualité du scénario co- écrit avec Axelle Ropert qui va au- delà des archétypes, soigne tout autant les personnages masculins que féminins et surtout raconte les « petites » histoires derrière l’histoire officielle. Le tout avec une sororité joyeuse et contagieuse qui rend Annie Colère si attachant. »

### Box-office
| Pays ou région | Box-office      | Date d'arrêt du box-office | Nombre de semaines |
| -------------- | --------------- | -------------------------- | ------------------ |
| France         | 171 503 entrées | 15 mars 2023               | 12                 |
| Total mondial  | 1 044 536 $     | -                          | -                  |

Pour son premier jour d'exploitation en France, Annie Colère cumule 15 140 entrées dont 7 838 en avant-première, pour un total de 925 séances proposées. Ce score permet au film de se glisser à la quatrième place du box-office des nouveautés du jour en termes de places vendues, derrière Fumer fait tousser (15 617) et devant Violent Night (11 289).
Pour sa première semaine d'exploitation, le long-métrage totalise 68 373 entrées pour la dernière place du top 10 du box-office de la semaine, derrière Couleurs de l'incendie (70 833).
Le film arrête son exploitation en France le 15 février 2023, cependant, à l'occasion du 8 mars, journée internationale des femmes, le film ressort dans quelques salles lui permettant d'engranger sur la semaine 4 265 entrées supplémentaires.